# Anteversion
Anteversion (lateinisch ante ‚vor‘ und vertere ‚wenden‘) bezeichnet in der Medizin:
- das Bewegen einer Extremität nach ventral (z. B. Arm im Schultergelenk)
- die Stellung eines Knochenabschnittes nach ventral (z. B. der Schenkelhals gegen den Oberschenkelschaft am Hüftgelenk, die zu große Antetorsion wird als Coxa antetorta bezeichnet)
- die Neigung der Gebärmutter nach ventral (vorne) gegenüber der Längsachse der Vagina, siehe Gebärmutter

Das Gegenteil ist Retroversion.